# Филофей (Нарко)
Архиепископ Филофей (в миру Владимир Евдокимович Нарко или Норка; 21 февраля (6 марта) 1905, село Заноточки, Виленская губерния — 24 сентября 1986, Гамбург, Германия) — епископ Русской православной церкви заграницей, архиепископ Берлинский и Германский.

## Биография
По национальности — белорус. Отец служил псаломщиком в Ильинской церкви Виленской епархии.
Первоначальное образование получил дома. Учился в гимназии Фердинанда Веллера в Вильне. Выдержал экзамены за курс семи классов. В сентябре 1921 зачислен в Виленскую духовную православную семинарию. С 1925 по 1929 годы учился на богословском факультете Варшавского университета.
В 1928 году пострижен в монашество и рукоположен в сан иеромонаха. Жил в монастыре святого Онуфрия в Яблочине Варшавско-Холмской епархии. Некоторое время служил священником в Галиции.
Преподаватель и инспектор Варшавской духовной семинарии. Заместитель настоятеля Варшавского кафедрального собора.
В 1934 году возведён в сан архимандрита.
23 ноября 1941 году в Жировицком монастыре собором епископов Белорусской Автономной Православной Церкви хиротонисан во епископа Слуцкого, викария Минской епархии. Хиротонию совершал архиепископ Пантелеимон (Рожновский) в сослужении епископа Гродненского Венедикта (Бобковского). Новый епископ торжественно въехал в город Минск 30 ноября 1941 года.
С 1942 года — епископ Могилёвский и Мстиславский.
В этом же году, после удаления митрополита Пантелеимона в Жировицкий монастырь, возглавил автокефальную Белорусскую Церковь, пребывая на Минской кафедре.
Открыто выступал как активный сторонник автокефалии белорусской церкви и её белорусизации. В советской историографии архиепископ Филофей получил крайне негативную оценку, как «гитлеровский шпион в ризе». Историк протоиерей Владислав Цыпин писал, что архиепископ Филофей не захотел безропотно следовать указам белорусских националистов, за что те обвинили его в том, что он «через Церковь укрепляет российскость Беларуси».
В. Н. Якунин, указывая на вынужденность противоречивой позиции архиепископа Филофея, отмечал факт поддержки им связи с партизанами и позиции митрополита Сергия (Страгородского). В послании, переданном через партизан, он написал: «Приветствую душевного митрополита. Восхищаюсь занятой им позицией. Я сообщаю, что все решения за моей подписью исходили не от меня, я хотел бы знать мнение обо мне митрополита, я заявляю, что готов сотрудничать вместе с ним».
В 1944 году был вывезен в Германию, где в феврале 1946 года вместе с иными белорусскими епископами вошёл в состав клира Русской Православной Церкви заграницей.
С 1946 года — управляющий Гессенским (впоследствии — Северо-Западным) викариатством Германской епархии.
14 сентября 1971 года решением Священного Собора РПЦЗ назначен архиепископом Берлинским и Германским «с предоставлением ему жить в Гамбурге, по мере надобности и с сохранением в силе, остальной части Синодального определения от 11/24 февраля с.г. о Германской Епархии». Тогда же Архиерейский Собор постановил архиепископу Филофею предложить «разработать предлагаемый им проект об устройстве Высшей пастырско-богословской школы и представить его на рассмотрение Архиерейского Синода».
В связи с тяжёлой болезнью в 1982 году ушёл на покой.
Скончался 24 сентября 1986 года в Гамбурге.